# Kodin1
Kodin1 (voorheen Kodin Ykkönen) is een online winkel van BHG Group. Voorheen was Kodin1 een warenhuisketen van Anttila Oy, die een brede selectie producten verkocht op het gebied van interieur, renovatie, wonen en vrije tijd.
Van 1996 tot 2015 waren de warenhuisketens Kodin1 en Anttila eigendom van Kesko. In 2015 werd Anttila Oy overgenomen door het Luxemburgse, en vanuit Duitsland beheerde, private equity fonds 4K Invest. Op 19 juli 2016 ging Anttila failliet en werd failliet verklaard, waardoor Kodin1 ook failliet ging.
Bij Kodin Ykkönen was het loyaliteitssysteem van Kesko, K-Plussa, in gebruik.

## Geschiedenis
De eerste Kodin Ykkönen werd in 1991 geopend in Länsikeskus in Turku  onder de naam Kodin Maailma. Even later werd Kodin Maailma overgenomen door Anttila, en mensen begonnen Kodin Ykkönen ten onrechte Kodin Anttila te noemen, omdat het nummer één niet op het logo stond. De eerste Kodin Ykkönen met het Anttila-logo werd in 1992 geopend in Varisto in Vantaa. Tegen het einde van het millennium waren er al vijf Kodin Ykkönen geopend. Later verscheen Kodin Ykkönen het vaakst zonder het Anttila-logo, maar de warenhuizen bleven in de volksmond Anttila genoemd worden.
Anttila en Kodin Ykkönen werden in 1996 overgenomen door Kesko. In 2007 opende Kodin Ykkönen zijn eigen webwinkel. 

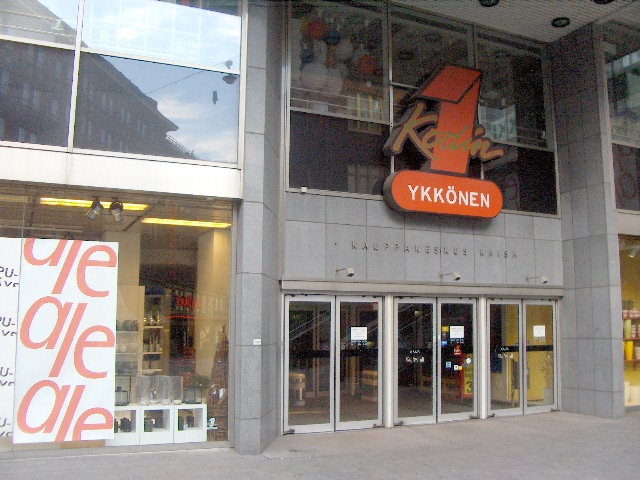
Kodin Ykkönen-warenhuis in Helsinki in 2006.

In 2013 waren er in Finland 12 Kodin Ykkönen winkels in negen plaatsen. In 2014 kondigde Kesko aan dat het de filialen Helsinki Ruoholahden, Kuopion Kolmisopin, Lappeenrannan en Tampere Lielahden zou sluiten en dat ongeveer 200 arbeidsplaatsen zouden verdwijnen. Het filiaal  Tampere Lielahdenwerd echter in december 2015 heropend.
Op 16 maart 2015 kondigde Kesko aan dat het Anttila Oy had verkocht aan een private equity-investeerder genaamd 4K INVEST. De deal omvatte 23 Anttila- en acht Kodin1-warenhuizen, twee online winkels (NetAnttila en Kodin1.com), dochterondernemingen in Estland en Letland en de centrale activiteiten. De koopprijs bedroeg € 1 miljoen. 4K INVEST is een kapitaalinvesteringsfonds geregistreerd in Luxemburg en beheerd vanuit Duitsland, dat gespecialiseerd is in bedrijfsherstructureringen.

### Faillissement
In juni 2016 kondigde Anttila aan dat het medezeggenschap-onderhandelingen zou starten voor de Kodin1-warenhuizen en het ombouwen van de Kodin1-warenhuizen naar de Anttila-formule te onderzoeken. Op 19 juli 2016 werd Anttila onverwacht failliet verklaard. Aan de verliezen van Anttila, dat in de jaren 2010 in de problemen kwam onder het eigendom van 4K Invest geen einde. In 2015 boekte Anttila nog een operationeel verlies van € 54 miljoen bij een omzet van € 246 miljoen. De laatste winkel die werd gesloten was het Kodin1-warenhuis in Varisto in Vantaa op 27 november 2016.
In december 2016 kondigde Trademax, een Zweedse dochteronderneming van Bygghemman, aan dat ze de Kodin1-naam had gekocht. De keten heeft een winkel in Roihupelto, Helsinki.